# Mansa Oulé
 (janvier 2021).
Si vous disposez d'ouvrages ou d'articles de référence ou si vous connaissez des sites web de qualité traitant du thème abordé ici, merci de compléter l'article en donnant les références utiles à sa vérifiabilité et en les liant à la section « Notes et références ».
Wali Keita, encore connu sous le patronyme de Mansa Oulé  (empereur rouge, en raison de son teint clair) est le deuxième Mansa du Mali, fils et successeur de Soundiata Keïta. Il régna de 1259 à 1276 et étendit les territoires sous le contrôle de l'Empire du Mali, procédant à la soumission des Royaume du Ghana, du Tekrour, des tribus touaregs et de Gao. Il fut remplacé par Mansa Muhammad. En effet les dates du règnes du Mansa Oulé tirent leurs sources des récits de la Rihla de Ibn Khaldoun, qui mentionne que « le roi du Mali régna 25 ans », sans préciser davantage et ensuite que Wali, fils de Soundjata, lui succéda et fit le pèlerinage à La Mecque sous le règne du sultan mamelouk Baybars. Au XIXᵉ siècle, l’explorateur Heinrich Barth tente de dater ce règne en se basant sur les sources arabes et situe celui de Baybars entre 1259 et 1276. La scansion “1235-1260-1276”, qui semble solidement établie, repose donc sur trois éléments problématiques : - un chiffre rapporté sans certitude par Ibn Khaldoun, - une confusion entre les dates de règne de Wali et celles de Baybars, - et un raisonnement approximatif reconduit successivement par Barth, Binger, puis Delafosse et la suite des Africanistes. 

## Biographie
Il était le fils unique de Soundiata, bien que, comme il était mineur, le trône était destiné à son oncle et vizir, Abou Bakr. Cependant, le prince ambitieux s'empara du trône et commença une campagne expansionniste en Afrique de l'Ouest, conquérant Bati et Casa en Gambie, ainsi que les régions productrices d'or de Bambouk et Boundou.
Mansa Oulé a également considérablement développé l'agriculture, en accordant des terres dans les provinces conquises aux soldats démobilisés.
Il est le plus ancien mansa de la dynastie Keita dont on puisse attester la pratique du pèlerinage. Celui-ci aurait effectué le voyage « au temps d'al-Zâhir Baybars ».
Bien qu'il ne soit pas un guerrier comme son père, il organise un système de grand commandement confié à des généraux fidèles. L'Empire Mandingue s'étend, surtout à l'Ouest. Un des généraux de Soundiata, Moussa-Son-Koroma Sissoko, estimant que Mansa Oulé n'utilisait pas suffisamment ses services, va s'établir à Koundian avec son armée et fonde le royaume du Bambouk, vassal du Mali et plus tard indépendant. Siriman Keïta, un autre ancien général et parent de l'empereur, s'empare du Konkodougou sur les Dialonké et y fonde un second royaume vassal avec Dékou comme capitale provisoire. Sané-Nianga Taraoré, laissé par le lieutenant de Soundiata Amari-Sonko dans le Gangaran, conquiert le Baniakadougou (cercle de Kita) et des cantons du Kolama, du Bafing et du Soulou (cercle de Bafoulabé) et fonde un troisième royaume vassal du Mali, le royaume Gangaran.
Les successeurs de Mansa Oulé sont peu connus : Ouati, Khalifa et Aboubakari manqueront d’autorité et laisseront régner l’anarchie dans l’Empire.

## Sources
- HAUT~SENEGAL NIGER L'histoire, par Maurice Delafosse Publié par Maisonneuve & Larose